# Ramones (album)

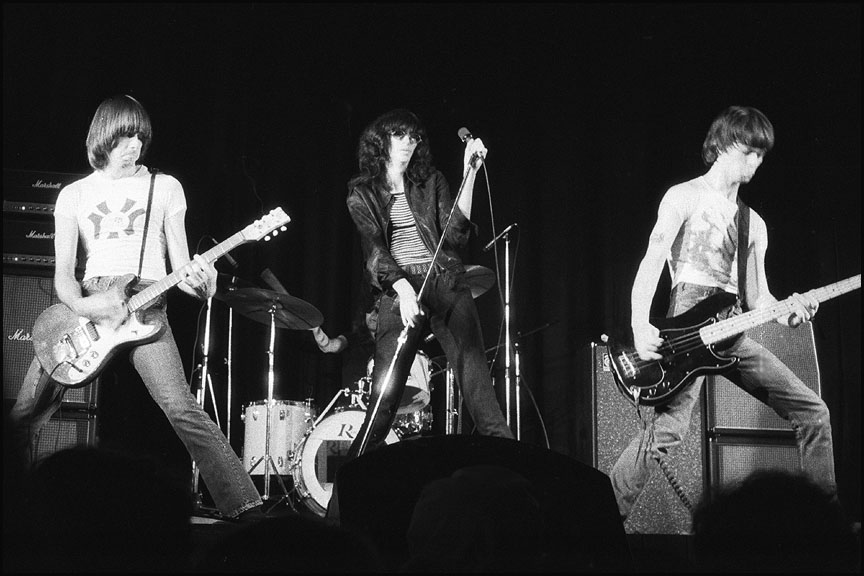
Ramones

Ramones – debiutancki album amerykańskiej grupy punkrockowej Ramones, wydany 23 kwietnia 1976 przez Sire Records oraz ponownie w czerwcu 2001 przez Rhino Records.
W 2003 album został sklasyfikowany na 33. miejscu listy 500 albumów wszech czasów magazynu „Rolling Stone”.

## Lista utworów
| 1.  | „Blitzkrieg Bop” (Tommy Ramone/Dee Dee Ramone)                         | 2:12  |
|     |                                                                        |       |
| 2.  | „Beat on the Brat” (Joey Ramone)                                       | 2:30  |
|     |                                                                        |       |
| 3.  | „Judy Is a Punk” (Dee Dee Ramone/Joey Ramone)                          | 1:30  |
|     |                                                                        |       |
| 4.  | „I Wanna Be Your Boyfriend” (Tommy Ramone)                             | 2:24  |
|     |                                                                        |       |
| 5.  | „Chain Saw” (Joey Ramone)                                              | 1:55  |
|     |                                                                        |       |
| 6.  | „Now I Wanna Sniff Some Glue” (Dee Dee Ramone)                         | 1:34  |
|     |                                                                        |       |
| 7.  | „I Don't Wanna Go Down to the Basement” (Dee Dee Ramone/Johnny Ramone) | 2:35  |
|     |                                                                        |       |
| 8.  | „Loudmouth” (Dee Dee Ramone/Johnny Ramone)                             | 2:14  |
|     |                                                                        |       |
| 9.  | „Havana Affair” (Dee Dee Ramone/Johnny Ramone)                         | 2:00  |
|     |                                                                        |       |
| 10. | „Listen to My Heart” (Dee Dee Ramone)                                  | 1:56  |
|     |                                                                        |       |
| 11. | „53rd & 3rd” (Dee Dee Ramone)                                          | 2:19  |
|     |                                                                        |       |
| 12. | „Let's Dance” (Jim Lee)                                                | 1:51  |
|     |                                                                        |       |
| 13. | „I Don't Wanna Walk Around With You” (Dee Dee Ramone)                  | 1:43  |
|     |                                                                        |       |
| 14. | „Today Your Love, Tomorrow the World” (Dee Dee Ramone)                 | 2:09  |
|     |                                                                        |       |
|     |                                                                        | 28:52 |
|     |                                                                        |       |

### CD 2001 r. (Rhino Records)
Utwory bonusowe w edycji CD:
| 1. | „I Wanna Be Your Boyfriend” (demo)                       | 3:02  |
|    |                                                          |       |
| 2. | „Judy Is a Punk” (demo)                                  | 1:36  |
|    |                                                          |       |
| 3. | „I Don’t Care” (demo)                                    | 1:55  |
|    |                                                          |       |
| 4. | „I Can’t Be” (demo)                                      | 1:56  |
|    |                                                          |       |
| 5. | „Now I Wanna Sniff Some Glue” (demo)                     | 1:42  |
|    |                                                          |       |
| 6. | „I Don’t Wanna Be Learned/I Don’t Wanna Be Tamed” (demo) | 1:05  |
|    |                                                          |       |
| 7. | „You Should Never Have Opened That Door” (demo)          | 1:54  |
|    |                                                          |       |
| 8. | „Blitzkrieg Bop” (single version)                        | 2:12  |
|    |                                                          |       |
|    |                                                          | 15:22 |
|    |                                                          |       |

## Skład
- Joey Ramone – wokal
- Johnny Ramone – gitara
- Dee Dee Ramone – gitara basowa
- Tommy Ramone – perkusja, producent
- Craig Leon – producent
- Greg Calbi – mastering
- Don Hunerberg – asystent inżyniera
- Rob Freeman – główny inżynier
- Roberta Bayley – fotograf (front okładki)
- Arturo Vega – fotograf (tył okładki)